# Empire: Total War
Empire: Total War là trò chơi điện tử thể loại chiến lược theo lượt và chiến thuật thời gian thực phát triển bởi The Creative Assembly và phát hành bởi Sega cho hệ điều hành Microsoft Windows, việc phát hành cho Mac OS X do Feral Interactive đảm nhiệm. Đây là phiên bản thứ 5 trong dòng trò chơi Total War, phát hành tại thị trường Bắc Mỹ vào ngày 3 tháng 3 năm 2009 và phát hành ra thị trường quốc tế hôm sau. Trò chơi lấy bối cảnh thời kỳ cận đại vào thế kỷ thứ 18 thời mà các đế quốc đang đua nhau mở rộng thuộc địa của mình ra khắp thế giới cũng như cố gắng tiêu diệt lẫn nhau để giành ngôi bá chủ và đây cũng là thời kỳ mà súng đạn bắt đầu thay thế dần cho gươm và giáo.
Giống như những phiên bản thuộc dòng Total War trước người chơi sẽ chọn một trong các đế quốc tồn tại vào thế kỷ 18 và tiến hành chinh phục thế giới bằng sức mạnh quân sự, chính trị, ngoại giao, gián điệp và kinh tế. Khi điều khiển các lượt đi thì trò chơi mang thể loại chiến lược theo lượt nhưng khi vào trận đánh thì trò chơi sẽ trở thành chiến thuật thời gian thực với khả năng điều khiển hàng ngàn quân. Điểm khác với các phiên bản Total War trước là trò chơi này có thêm tính năng thủy chiến với các tàu nã đại bác vào nhau và các binh lính tràn qua để cố gắng chiếm tàu nhau mà các phiên bản khác không có. Ngoài chiến dịch chơi đơn cơ bản trò chơi còn có một chiến dịch phụ nói về lịch sử hình thành của Hoa Kỳ. Ngoài ra người chơi cũng có thể chọn để tham gia vào các trận đánh có thật trong lịch sử thời cận đại.
Empire: Total War đã nhận được nhiều đánh giá tích cực từ khi phát hành và một số đánh giá đây là một trong số các trò chơi chiến lược hàng đầu vào thời điểm trò chơi được phát hành. Các lời khen chủ yếu xoay quanh chiều sâu của chiến lược và độ rộng của chiến trường, hiệu ứng hình ảnh và độ chính xác của lịch sử. Việc chiến đấu bằng súng đạn được cho lên thành cách chiến đấu chính chứ không phải chỉ là phụ như các phiên bản Total War trước đã nhận được sự đón nhận tốt và được xem là thành công. Tuy nhiên cũng có các than phiền với trí thông minh nhân tạo xảy ra trong các trận chiến, nhất là các trận hải chiến với việc các tàu đôi khi chạy lung tung khó kiểm soát và phối hợp. Trò chơi được đánh giá là thành công về thương mại, với việc đứng đầu bảng xếp hạng doanh thu trong tuần đầu phát hành. Các nhân viên của Creative Assembly cũng nói rằng doanh thu đạt được như thế cũng là do có một số lượng đáng kể đã được đặt hàng trước khi phát hành.

## Tổng quan
Nội dung chính của Empire: Total War là tập trung vào việc thăm dò, phát triển kinh tế, chính trị, tôn giáo, thiết lập các thuộc địa, và cuối cùng là chinh phục các vùng đất khác. Trò chơi lấy bối cảnh trong những năm đầu thời kỳ cận đại, kéo dài từ năm 1701 đến đầu thế kỷ 19, cho phép người chơi dẫn dắt một loạt các phe phái khác nhau thống trị châu Âu, Bắc Phi, châu Mỹ và khu vực Đông Ấn. Người chơi sẽ sử dụng cả chiến lược phức tạp trên các bản đồ chiến dịch cũng như các lực lượng chỉ huy quân đội trong những trận đánh trên đất liền và cả trên biển. So với các trò chơi dòng Total War trước đây, Empire: Total War bao gồm hai khu vực rộng lớn của trò chơi: một lần lượt dựa trên địa chính trị chiến dịch cho phép người sử dụng để di chuyển quân đội và lực lượng hải quân trên toàn cầu, tiến hành hoạt động ngoại giao (ví dụ như thành lập liên minh), thương mại, hoạt động gián điệp, và chính trị của nội bộ quốc gia đó, cũng như các nhiệm vụ cần thiết khác.
Trong Empire: Total War xuất hiện khoảng năm mươi phe phái có thật ở thế kỷ 18, tuy nhiên, người chơi chỉ có thể chơi được mười một phe phái mạnh nhất và có ảnh hưởng thời bấy giờ. Ở Tây và Bắc Âu, các phe phái chính là Anh, Pháp, Cộng hòa Hà Lan, Tây Ban Nha và Thụy Điển, trong khi Trung và Đông Âu được đại diện bởi Phổ, Áo, Nga và Ba Lan-Litva. Trong khu vực Balkan và Trung Đông, Đế quốc Ottoman được mô tả như là đế chế thống trị Hồi giáo, trong khi Liên minh Maratha và đế chế Mughal là những cường quốc lớn trên tiểu lục địa Ấn Độ. Các thuộc địa thế giới mới của các cường quốc được biểu diễn như là các nước bảo hộ của các quốc gia tương ứng. Việc các quốc gia quan trọng được thành lập thường vào các thời kỳ, chẳng hạn như cách mạng Pháp và Hoa Kỳ, hay bởi sự sụp đổ của các quốc gia ban địa cho tới đế quốc lớn được phản ánh trong các trò chơi, tuy nhiên, tùy từng người chơi những sự kiện lớn cũng có thể bị đẩy lùi. Các phe phái nhỏ hơn, bao gồm các tiểu quốc Đức và Ý, các bộ lạc người Mỹ bản địa và các nước Bắc Phi cũng xuất hiện trong trò chơi. Mỗi phe phái đều có những đặc điểm khác nhau về lãnh thổ, điểm mạnh và đặc sản.
Một chế độ chiến dịch-cốt truyện mang tên "Road to Independence" (Đường tới độc lập) cũng xuất hiện trong Empire: Total War, người chơi sẽ hòa mình vào cuộc thuộc địa hóa châu Mỹ của người Anh trong ba chương. Chương đầu tiên mở đầu với việc khám phá và phát triển thuộc địa Jamestown thuộc Virginia, Chương thứ hai tập trung vào cuộc chiến giữa Anh trước cả người Pháp lẫn các quốc gia người Mỹ bản xứ đồng minh của họ trong cuộc Chiến tranh Pháp và người Da đỏ, trong khi Chương thứ ba diễn ra vào lúc Lục quân Lục địa chống lại người Anh trong cuộc chiến tranh giành độc lập. Chiến dịch được dàn dựng đúng theo lịch sử, và thêm các chức năng như giúp người chơi tích lũy kinh nghiệm, khi mà người chơi có thể tìm hiểu trong từng mỗi chương những gì cần thiết: Chương thứ nhất, để quản lý và bảo vệ nền kinh tế khu vực, thứ hai, cách tạo thành liên minh và cách để chiếm và giữ lãnh thổ và khai thác và phát triển các nguồn tài nguyên có trong khu vực, và cuối cùng, sử dụng tất cả các kỹ năng để có thể tồn tại và giành chiến thắng trong cuộc chiến tranh Tổng lực chống lại một đối thủ vượt trội. Nếu người chơi hoàn thành chế độ "Con đường độc lập" thì sẽ mở khóa được phe Hoa Kỳ trong một chiến dịch ngắn.

## Phát triển
The Creative Assembly đã tuyên bố về việc phát triển Empire: Total War và Sega sẽ lo phần phân phối tại sự kiện Leipzig Games Convention vào ngày 22 tháng 8 năm 2007. Trong buổi phỏng vấn, The Creative Assembly đã nói về các tính năng mới của trò chơi này như công cụ làm game mới cũng như chức năng hải chiến. Tuy nhiên dù việc phát triển trò chơi bắt đầu ngay sau khi Rome: Total War được phát hành, thì việc phát triển trò chơi vẫn đang ở giai đoạn đầu khi công bố vì thế không có bất cứ đoạn phim giới thiệu hay minh họa nào được đưa ra trong sự kiện. Những tấm hình chụp màn hình của trò chơi để mô tả về công nghệ mà trò chơi sử dụng chỉ được phát hành nhiều tháng sau đó. Đoạn phim giới thiệu đầu tiên được công bố vào ngày 10 tháng 7 năm 2008 quay giao diện của trò chơi. Trong sự kiện Triển lãm giải trí điện tử (E3) diễn ra tại Leipzig vào tháng 7 năm 2008, một phiên bản thử nghiệm cho phép tham gia một trận hải chiến đã được cho sử dụng thử và trong sự kiện này trò chơi cũng được công bố là sẽ phát hành vào năm 2009 sau khi dời thời điểm dự định phát hành bàn đầu là tháng 12 năm 2008 với lý do để hiệu chỉnh chế độ chơi nối mạng cho ổn định hơn.
Valve Corporation cũng đã tuyên bố vào ngày 28 tháng 10 năm 2008 là trò chơi cũng sẽ được phân phối trực tuyến trên kênh Steam. Phiên bản phân phối trên kênh này cần phải kết nối với Steam để có thể chơi được cũng như có thêm một số khả năng khác như tự động cập nhật và khả năng chơi nối mạng ổn định hơn. Hai trận chiến có thật là trận Brandywine và trận hải chiến Lagos cũng đã được thêm vào phiên bản này vào ngày 20 tháng 2 năm 2009. Kể từ khi phát hành thì phiên bản Empire: Total War trên Steam luôn được cập nhật để khắc phục ngay những lỗi phát sinh mà người sử dụng phát hiện.
Nhà thiết kế chính của dự án là James Russell đã nói trong một buổi phỏng vấn là bối cảnh thế kỷ 18 được chọn vì "Vào thời đó có những quân đoàn sặc sỡ... thế kỷ 18 cũng là thời đại hoàng kim của những trận hải chiến và đó thực sự là đấu trường tốt để ra mắt tính năng hải chiến mới của chúng tôi". Russell cũng nói rằng đây là thời đại mà thế giới trở nên sôi sùng sục và bắt đầu chuyển mình với hàng loạt các cuộc cách mạng, từ những cuộc cách mạng mang tính chính trị như cuộc cách mạng Pháp, những cuộc cách mạng trong các lĩnh vực khác như cuộc cách mạng công nghiệp, thuốc súng bắt đầu được đưa vào sử dụng rộng rãi trong quân đội cũng như trong các cuộc cách mạng đã cho trò chơi "Cơ hội để phát triển các tính năng năng thú vị mới và cách chơi cũng có thể thay đổi rất nhiều". Hình ảnh của trò chơi được xây dựng dựa trên những gì xảy ra trên thực tế để làm cho các đơn vị trở nên sống động hơn như các cử động khi di chuyển và cận chiến hay các trang phục mà các binh lính mặc sẽ khác nhau chút ít để việc bị nghĩ rằng đây là một quân đoàn vô tính.

## Phát hành
Empire: Total War đã phát hành tại thị trường Bắc Mỹ vào ngày 03 tháng 3 năm 2009 và toàn châu Âu ba ngày sau đó. Trò chơi là tác phẩm bán chạy nhất của dòng Total War khi đó, trò chơi đã nằm đầu bảng xếp hạng các trò chơi bán chạy nhất tại Anh trên tất cả các hệ máy trong tuần đầu phát hành, phiên bản đầu tiên của Total War phải mất 1 năm rưỡi để đạt đến doanh số đó. Doanh số của trò chơi được báo cáo là gần gấp đôi hai phiên bản Rome: Total War và Medieval II: Total War. Tại Hoa Kỳ, Empire: Total War và phiên bản mở rộng là Special Forces đã đứng hạng nhất và nhì trên bảng xếp hạng các trò chơi máy tính bán chạy nhất trong tuần đầu tiên. Tại Úc thì trò chơi đã đứng đầu bảng xếp hạng doanh thu trên hệ máy tính nhưng đúng hạng tư với toàn bộ các hệ máy. Sega thông báo là trò chơi đã bán được 810.000 bản trên toàn thế giới vào cuối năm tài chính 2008.. Tuy nhiên một lượng lớn người chơi cũng đã thông báo về việc trò chơi không tương thích với một số trình điều khiển Nvidia cũng như phiên bản phân phối trên kênh Steam phát sinh lỗi không thể cài đặt. Trong một cuộc phỏng vấn với IGN, người phát ngôn của studio là Kieran Brigden đã thảo luận về các vấn đề cố hữu trong việc phát triển một trò chơi rất lớn và đầy tham vọng như thế và nói "Có một số vấn đề với Empire? Tất nhiên.". Ông nói rằng The Creative Assembly đang có kế hoạch giải quyết các vấn đề với độ ổ định và hiệu suất sử dụng phần cứng của trò chơi cũng như thêm vào một số điểm cho cách chơi và cải thiện trí thông minh nhân tạo như một phần của những việc phải làm sau khi phát hành.
Giám đốc sáng tạo của The Creative Assembly là Mike Simpson đã nói trên blog của mình vào tháng 10 năm 2009 trong một nỗ lực cố gắng tiếp xúc với cộng đồng chơi Empire: Total War để đối phó với các phản ứng tiêu cực mà các trò chơi nhận được. Ông nói rằng The Creative Assembly "Cũng không hoàn toàn hài lòng với tình trạng của Empire: Total War khi nó được phát hành" nhưng cảm thấy là việc Metacritic đánh giá trò chơi là 67% là không công bằng và lý do để ông viết blog là vì mối quan tâm đến thứ hạng mà trò chơi đang bị xếp vào vốn ở mức quá thấp nó thậm chí có thể ảnh hưởng đến doanh thu của trò chơi trong tương lai. Trong bài viết vào tháng 2 năm 2009, ông đã nói về việc họ đã gặp phải rắc rối lớn trí thông minh nhân tạo khi gần đến ngày phát hành. Simpson đã mô tả trí thông minh nhân tạo là "Bộ mã đồ sộ và phức tạp nhất mà tôi từng gặp trong một trò chơi" và nói rằng họ đã đạt đến một điểm tới hạn mà tại đó trí thông minh nhân tạo "thường không đồng tình với chính nó và kết thúc bằng việc bị treo vì không thể quyết định". Chỉ đến khi bản nâng cấp 1.5 được tung ra thì việc này mới được khắc phục. Simpson nói rằng người dẫn đầu việc thiết kế trí thông minh nhân tạo đã bỏ đi và về với gia đình trước khi dự án được hoàn tất. Với một trí thông minh nhân tạo trong các trận đánh có thể hạ ngay cả những người chơi giỏi sẽ làm một lập trình viên mới mất một khoảng thời gian để tìm hiểu chương trình được viết trong vòng ba năm này, các sửa đổi "chậm đến bực mình" của nhà phát triển đã được thực hiện với hy vọng sẽ tạo ra những trận đánh thật nhất.
Empire: Total War có 9 hình bìa khác nhau được sử dụng tùy vào nơi mà trò chơi được tiêu thụ và một hình bìa cho phiên bản phát hành tại thị trường quốc tế. Ví dụ là hình bìa phiên bản tại Đức sẽ có hình một người lính trong quân phục Phổ cũng như lá cờ lớn nhất phía sau sẽ là cờ nước Phổ. Một phiên bản mở rộng có tên Special Forces cũng đã được phát hành, sáu đơn vị lính đặc biệt của sáu đế quốc đã được thêm vào trong phiên bản này. Ngoài ra một phiên bản mở rộng dùng để tải về khác cũng được phát hành với 14 đơn vị lính mới cho tất cả các phe có mặt trong trò chơi.

## Phiên bản mở rộng
Vào tháng 9 năm 2009, một phiên bản mở rộng khác mang tên The Warpath Campaign cũng đã được phát hành dưới dạng phiên bản tải về. Phiên bản này bổ sung thêm các nhiệm vụ mới cùng năm bộ tộc hùng mạnh tại Bắc Mỹ khi đó là Liên minh Iroquois, Cherokee, Huron, Pueblo và Lakota. Các công nghệ mới có thể nghiên cứu cũng được thêm vào cùng với các đơn vị đặc biệt như các trinh sát mới cùng pháp sư cũng được bổ sung cho phù hợp với các bộ tộc. Trò chơi tiếp của dòng Total War là trò Napoleon: Total War đã phát hành vào tháng 2 năm 2010 lấy chủ đề tập trung vào cuộc đời của Napoleon Bonaparte, hầu hết trò chơi này được phát triển giống như Empire: Total War nhưng đây là phiên bản độc lập chứ không phải phần mở rộng vì nhiều lý do. Mike Simpson nói rằng "Mức độ chi tiết để mô tả thành công các cuộc chiến của Napoleon cao hơn nhiều so với những gì chúng tôi đã làm trong Empire: Total War". Phiên bản tổng hợp Empire and Napoleon Total War Collection - Game of the Year đã được phát hành vào ngày 01 tháng 10 năm 2010 tổng hợp cả hai trò chơi và tất cả các bản mở rộng.

## Đón nhận
Empire: Total War đã nhận được nhiều khen ngợi từ ngành công nghiệp trò chơi điện tử mặc dù nhận khá nhiều chỉ trích và đánh giá thấp lúc phát hành tuy nhiên sau đó trò chơi đã leo lên để giữ điểm trung bình tại GameRankings và Metacritic là 88 và 90 với các đánh giá tốt hơn sau đó. Các nhận xét đánh giá cao độ rộng của bản đồ chiến lược của trò chơi, báo PC Gamer UK có nói "Thiết kế của trò chơi chịu ảnh hưởng rất lớn từ các sự kiện và xu thế phát triển trong thời đại mà nó lấy bối cảnh", khi mô tả việc trò chơi phản ánh các thách thức của từng phe đúng với những sự kiện lịch sử. Các nhận xét cũng đánh giá cao về số lượng các phe tham chiến từ lớn đến nhỏ. Kieron Gillen đã nhận xét trên Eurogamer về bản đồ chiến dịch là "bất tận" vì có một số lượng lớn các chủ đề khác nhau, ông đã thấy rằng mình có thể hoàn thành toàn bộ chiến dịch mà không hề phải bước vào bản đồ Ấn Độ một yếu tố giúp tăng giá trị chơi lại của trò chơi. Các đánh giá khác trên GameSpot cũng đồng tình với quan điểm này "Kể cả một chiến dịch ngắn 50 năm cũng có thể làm mất một lượng lớn thời gian để hoàn tất, với việc từng lượt đi phải được suy tính kỹ trên nhiều mặt trận". Những nhận xét khác đánh giá cao về giao diện, cây công nghệ và suy nghĩ cấp độ chiến lược mà trò chơi bắt phải sử dụng trong phần chiến dịch. Tuy nhiên cũng có nhiều các đánh giá chỉ trích trí thông minh nhân tạo của trò chơi, 1UP.com đã nói về một số các sự kiện vô lý như "Dagestan thỉnh thoảng khơi nguồn các cuộc chiến tự sát với Nga", GamePro thì chỉ ra nhiều lỗi trong nhiều lĩnh vực khác nhau trong trò chơi như các tàu chạy lung tung trong các cuộc hải chiến và không chịu đánh chiếm tàu đối phương hay dễ dàng bắt lỗi trí thông minh nhân tạo và sử dụng chúng để dễ dàng hoàn thành chiến dịch hơn.
Các trận chiến thời gian thực trong Empire: Total War được xem là được xây dựng tốt. The Creative Assembly đã nói rằng họ đã rút ra nhiều kinh nghiệm từ Shogun: Total War, GameSpy đã mô tả việc các vũ khí nóng được sử dụng để chiến đấu đôi có khả năng lại bắn vào quân mình đã "Thay đổi các bản chất chiến thuật cơ bản của trò chơi như chúng đã từng làm ngoài đời thật". Các đánh giá trên IGN nhận thấy các trận chiến thời gian thực là "Diễn tả hình ảnh xuất sắc mà không hề rơi vào lối mòn cường điệu và giả tạo" cũng như nói cách điều khiển, các đội hình cũng đã được cải thiện nhiều. GameSpot nhận xét các trận chiến là "Thú vị với việc chỉ huy cũng như để xem" và đánh giá cao độ chi tiết của mô hình và cử động của từng người lính cũng như các đánh giá khác. Tuy nhiên GameSpot cũng nói rằng trí thông minh nhân tạo đôi khi lại bị rối trong một số tình huống và Game Informer thì nói trong một bài đánh giá là "Trí thông minh nhân tạo của đối thủ ngày càng xuống dốc" cũng như phàn nàn về khả năng tìm đường của các đơn vị. Eurogamer thì nói khả năng tìm đường của các đơn vị có vấn đề lớn trong việc vây thành.
Các trận hải chiến nhận nhiều chỉ trích hơn các trận đánh trên bộ. PC Format đã đánh giá tính năng hải chiến là "Tuyệt vời" nhưng cũng nói là "Rất bực mình với những tính toán chiến thuật và đội hình của người chơi nhanh chóng bị biến mất lúc chiến đấu khi họ cố ra lệnh cho các tàu chỉa đại bác vào kẻ thù". PC Gamer UK cũng đồng ý với quan điểm này nhưng cũng nói rằng các trận hải chiến là "Nhiệm vụ cùng khó khăn" của các nhà phát triển và "The Creative Assembly đã làm tất cả những gì tốt nhất mà khuôn mẫu trò chơi của họ cho phép". IGN thì khen ngợi chất lượng đồ họa của các trận hải chiến và nói "Biết cố gắng để xếp các tàu thành hàng, cố bắt theo chiều gió và chọn mục tiêu thích hợp sẽ luôn được tưởng thưởng" nhưng cũng nói là "Vấn đề cố giữ đội hình và tìm đường tốt là thứ luôn được ao ước". GameSpot nhận xét là "Trí tuệ nhân tạo dường như không thành công lắm trong việc quản lý".
Mặc dù có các chỉ trích nhưng hầu hết các đánh giá đều khen Empire: Total War. IGN nói "Mặc dù trò chơi còn một số kì kéo và các khía cạnh hơi thô trong các trận đánh" thì trò chơi vẫn "Đáng để nhắc đến như một trong những tên tuổi lớn nhất trong lích sử ngành công nghiệp trò chơi điện tử". Eurogamer thì nhận xét "Giới hạn của trò chơi không chỉ đơn thuần thuần là một trong những trò chơi của năm" nhưng ngụ ý thêm rằng nên phát hành các bản vá để có thể đối phó với những lỗi của. GameSpot thì rút ra kết luận là trò chơi "Phức tạp và bổ ích", GameSpy thì ken trò chơi vì "Các yếu tố giao diện đơn giản, chiến dịch và nhiều cải tiến bản đồ cùng màn hình thông tin làm cho dễ tiếp cận cuộc chiến hơn các tác phẩm khác trong dòng Total War. Đây là nơi thích hợp để những người chưa quen với dòng trò chơi này bắt đầu tham gia". Crispy Gamer thì tán dương trò chơi là "ngoạn mục" và "đúng lịch sử" nhưng cũng nói rằng cấu trúc của trò chơi bị sụp đổ do trí thông minh nhân tạo quá kém. Game Informer phàn nàn về trí thông minh nhân tạo nhưng đồng thời cũng nói rằng tổng thể trò chơi là "Tuyệt vời" và "Xuất sắc". GamePro thì có các ý kiến khác nhau, trong khi nói trò chơi có tiềm năng với "Một số tinh chỉnh thêm, đã minh nó là một tựa xuất sắc" nhưng "Có một đống vấn đề cần giải quyết" với các lỗi bị treo và văng ra ngoài.
Phiên bản mở rộng tải về The Warpath Campaign thì bị phàn nàn vì phần chiến dịch Strategy Informer không thích hợp với phần chiến dịch chính cũng như chỉ có vài đơn vị mới. Các đánh giá cũng nói về những mặt khó chơi, mặc dù các đánh giá cũng cảm thấy phiên bản tải về này thách thức người chơi với việc phải sử dụng các công nghệ lạc hậu của người bản xứ Bắc Mỹ để chống lại những kẻ xâm lược châu Âu. Games Radar đánh giá cao việc cách chơi tập trung vào việc ẩn nấp và những chiến thuật mới cũng như đánh giá cao giá thành thấp của phiên bản này tuy nhiên cũng phàn nàn về tính trung thực của lịch sử trong phiên bản này.